# Mikrowabenlinse
Mit Mikrowabenlinsen bezeichnet man in der Fotografie eine von der Firma Minolta in den 1970er Jahren entwickelte Technik für sehr helle Einstellscheiben bei Spiegelreflexkameras. 
Konventionelle, geätzte Einstellscheiben von Spiegelreflexkameras weisen eine mehr oder weniger stark angerauhte Oberfläche auf, die das einfallende Licht stark streut und daher das Sucherbild abdunkelt. Die mit Mikrowabenlinsen ausgestatteten Spiegelreflexsucher arbeiten dagegen mit nur sehr geringen Lichtverlusten. Die Ablesbarkeit der Bildschärfe kann sich verschlechtern, da Licht aus dem zentralen Bereich des Strahlengangs verstärkt wird, sodass durch Randstrahlen hervorgerufene Bildunschärfen nicht auf der Mattscheibe zu erkennen sind.
Bei kritischen Motiven kann es bei diesen Einstellscheiben wegen der regelmäßigen Struktur unter Umständen zu Interferenzeffekten kommen, das Sucherbild scheint dann zu flimmern oder zeigt Farbsäume.